# Bulbophyllum dempoense
Bulbophyllum dempoense là một loài phong lan thuộc chi Bulbophyllum.